# Палеофлористика
Палеофлористика — розділ палеоботаніки, який займається вивченням складу флори певної території у певний відрізок часу в минулих геологічних епохах.
У завдання цієї галузі палеоботаніки входить виявлення схожості і відмінностей різних флор з іншими одновіковими флорами, визначення різних флористичних змін в часі, а також проведення палеофітогеографічного районування. Вивчення розподілу викопних рослин в земній корі надає надійний матеріал для стратиграфії (розчленовування, кореляція і датування відкладень), а також для виконання палеогеографічних реконструкцій.